# New York Cosmos (2010-2020)
New York Cosmos was een Amerikaanse professionele voetbalclub gevestigd in Uniondale, New York. De organisatie, opgericht in 2010, was een wedergeboorte van de oorspronkelijke New York Cosmos, die van 1970 tot 1985 uitkwamen in de NASL.
Het vernieuwde New York Cosmos trad aan in de heropgerichte NASL en wist in 2013, 2015 en 2016 beslag te leggen op het kampioenschap.
De club bouwde een reputatie op van succes op het veld, maar lage bezoekersaantallen op de tribunes en wanbeheer, rechtszaken en onbetaalde rekeningen buiten het veld. In 2017 kwam mede hierdoor een tijdelijk einde aan competitiedeelname en in 2020 een definitief einde aan de Cosmos.
In 2025 maakte North Jersey Pro Soccer bekend de merkrechten over te hebben genomen van Rocco B. Commisso. De club werd nieuw leven in geblazen als USL League One-club met geplande deelname aan de competitie vanaf het seizoen 2026.

## Geschiedenis

### Voorloper

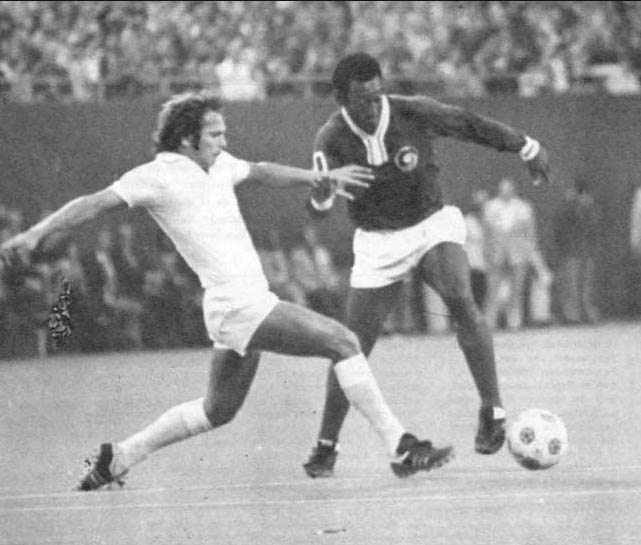
Pelé als speler van New York Cosmos (1970-1985)

De oorspronkelijke New York Cosmos-club begon in 1971 in de NASL. De competitie stopte na het seizoen van 1984 en de Cosmos werd in 1985 ontbonden. De club kende in die bestaansperiode een succesvolle tijd waarin internationale topspelers naar New York werden gehaald, zoals Pelé, Johan Neeskens, Carlos Alberto en Franz Beckenbauer.

### Herstart
Met de opkomst van de Major League Soccer ontstond er de wens om een tweede club toe te voegen in New York naast New York Red Bulls. Het merk New York Cosmos kwam in 2009 in handen van Paul Kemsley, voormalig vicevoorzitter van Tottenham Hotspur. Onder leiding van Kemsley werd het merk New York Cosmos op 1 augustus 2010 opnieuw gelanceerd. Aanvankelijk bleef het slechts bij de verkoop van merchandise zonder dat het bij een competitie was aangesloten.
In 2011 werden de eerste stappen gezet voor het opbouwen van een voetbalorganisatie met de aanstelling van Eric Cantona en Cobi Jones, respectievelijk als directeur en adjunct-directeur voetbalzaken. Hun dienstverband duurde slechts een jaar, al werd de rol van Cantona door de club slechts promotioneel genoemd.
Op 5 augustus 2011 speelde New York Cosmos haar eerste wedstrijd toen het met een elftal gastspelers aantrad in de afscheidswedstrijd van Paul Scholes op Old Trafford. In oktober van datzelfde jaar werd een meerderheid van de aandelen reeds verkocht met als doel toe te werken naar toetreding tot de MLS. Binnen enkele weken na de overname werden gesprekken gevoerd met de competitie, maar deze leidde tot niets.

### Terug in de NASL
De New York Cosmos kondigden op 12 juli 2012 aan dat ze na jaren afwezigheid in 2013 weer zouden deelnemen aan een professionele voetbalcompetitie in de Verenigde Staten. Het zou gaan aantreden in de heropgerichte NASL. Voormalig Red Bulls-verdediger Carlos Mendes werd de eerste selectiespeler van de nieuwe Cosmos. Later werd onder andere ook Marcos Senna aangetrokken voor het nieuwe team.
Met Giovanni Savarese aan het roer als hoofdtrainer kende New York Cosmos een succesvolle terugkeer, want in het eerste seizoen werd direct beslag gelegd op het kampioenschap. Ondanks het sportieve succes had de club moeite om toeschouwers naar het stadion te trekken.
In 2015 spande Cantona een rechtszaak aan tegen de club, omdat ze hem nog een bedrag verschuldigd waren. Deze zaak werd geschikt in maart 2017. Nadat de Cosmos de finale van het kampioenschap in 2016 had gewonnen, riepen supporters publiekelijk op tot een gesprek met de eigenaren van de club. Ze noemden het gebrek aan transparantie van de dagelijkse leiding en de zorgen over de toekomst van de club als voornaamste reden om aan de bel te trekken.

### Financiële problemen
In november 2016 volgden er berichten dat het team in een slechte financiële situatie verkeerde. Zo was het meerendeel van het personeel op non-actief gesteld en konden de salarissen niet worden betaald. Hoewel algemeen directeur Seamus O'Brien volhield dat de club gezond was volgde er in januari 2017 een overeenkomst met Fiorentina-eigenaar Rocco B. Commisso om de club te verkopen. Zijn investering voorkwam dat New York Cosmos en de competitie failliet gingen en zorgde ervoor dat beide terug konden keren voor het seizoen 2017. Aan het eind van dat seizoen besloot hoofdtrainer Savarese de club te verlaten.
Nadat het seizoen 2018 werd geannuleerd besloot de New York Cosmos een pauze in te lassen en in 2019 terug te keren op het veld. In de tussentijd verlieten beleidsbepalers en spelers de club. Het zou nog tot 2020 duren voordat er weer gevoetbald zou worden door de Cosmos. Op 29 januari 2021 werd bekendgemaakt dat New York Cosmos opnieuw tijdelijk niet deel zou gaan nemen aan een competitie. Dit bleek later permanent te zijn. Aanhangers en mensen die betrokken zijn bij de club gaven eigenaar Rocco B. Commisso de schuld van de malaise.

### Derde generatie
Alle activiteiten van de club werden jarenlang stilgezet tot 5 februari 2025 toen Admiral Sportswear een nieuwe kledinglijn lanceerde in samenwerking met de eigenaren van het New York Cosmos-merk, gebaseerd op het originele clubtenue van 1979.
Op 10 juli 2025 werd bekend dat Commisso de merkrechten en identiteit van de club had verkocht aan North Jersey Pro Soccer. Die partij zal het nieuwe New York Cosmos per 2026 laten deelnemen aan de USL League One en met een vrouwenteam gaan aantreden in de USL Super League per 2027/28.

## Bekende (oud-)Cosmos

### Spelers
- Ansi Agolli (2020)
- Juan Arango (2016)
- Jairo Arrieta (2016)
- Steward Ceus (2020)
- Hans Denissen (2014)
- Carlos Mendes (2013–17)
- Adam Moffat (2015–16)
- Raúl (2015)
- Kyle Reynish (2013)
- Marcos Senna (2013–15)
- Mads Stokkelien (2014–15)
- Danny Szetela (2013–17)
- Haji Wright (2015)

### Trainers
- Carlos Mendes (2020)